# Mr.Kitty
Mr.Kitty, pseudonimo di Forrest Avery Carney (Arlington, 24 marzo 1992), è un cantautore, disc jockey e produttore discografico statunitense.
Noto anche con lo pseudonimo di Echo Strobe, il suo stile è descritto come synthwave, synthpop, new wave, witch house e dark wave dal tono nostalgico e retrò. È conosciuto soprattutto per la sua canzone "After Dark", che è stata pubblicata nel 2014 ed è diventata virale dopo che un video dei fan è stato pubblicato su YouTube nel 2019. 
Ha realizzato remix di brani di IAMX e Aesthetic Perfection, tra gli altri, e ha co-prodotto canzoni con Pastel Ghost e Crystal Castles.     

## Biografia
Nel 2008 ha pubblicato RMX, il primo di una serie di mini-album con remix di vari artisti. L'anno successivo ha pubblicato RMX II e nel 2010 ha autoprodotto il suo primo LP Until Death Do Us Part. Nello stesso anno ha pubblicato RMX III e nel 2011 RMX IV e D E Δ T H, il suo secondo album in studio contenente alcuni suoi famosi brani, tra i quali Crosses (reso graficamente ††)e Resurrectionincluded. Questo è stato il primo album a presentare la faccia di un gatto sulla copertina, un elemento che sarebbe stato riccorrente nelle sue successive tre registrazioni in studio. Nel 2012, Mr.Kitty ha pubblicato 3 album: RMX V, RMX VI (ultimo album della saga RMX ) e il suo terzo album in studio e primo sotto un'etichetta discografica (Keep It Dark Records), Eternity, che conteneva la canzone Destroy Me, uno dei suoi primi successi.
Nel 2013, Life, il suo quarto album in studio, è stato pubblicato sotto l'etichetta Engraved Ritual, preceduto dal singolo Insects. Nel 2014, ha raggiunto il successo nella scena underground con l'album Time, sotto l'etichetta Juggernaut Music Group, e in particolare con le canzoni XIII e After Dark, la quale avrebbe guadagnato un enorme seguito a partire dal 2019. Nel 2015, Fragments è stato pubblicato sotto l'etichetta Negative Gain Productions. L'anno successivo è apparso come autore del remix di North Star nell'album IAMX e ha anche pubblicato una compilation di quattro mini-album con un remix di Everything Will Be Okay. Nel 2017, Mr.Kitty ha rilasciato AI sotto l'etichetta Negative Gain Productions.
Nel corso del 2018, Mr.Kitty si è concentrato su varie collaborazioni e nel 2019 ha pubblicato l'album Ephemeral in modo indipendente.  Il disco è nato dopo la morte di un amico, poiché per lui "è l'unico modo per esprimere sentimenti". 

## Controversie
Un adolescente dalla Russia ha detto a The Austin Chronicle che Mr.Kitty gli ha inviato foto di nudo, video sessuali e messaggi intimi su una piattaforma di social media per un periodo di oltre 4 mesi. La vittima ha anche testimoniato che all'epoca aveva 15 anni e lo aveva detto al cantante. Il 26 giugno 2021, Mr. Kitty ha poi rilasciato una dichiarazione via Twitter, Instagram e Facebook, ammettendo di aver avuto una relazione online con un (a sua insaputa) fan minorenne e chiedendo scusa al fan e al suo attuale partner. 

## Discografia

### Album in studio
- 2010 – Until Death Do Us Part
- 2011 – Death
- 2012 – Eternity
- 2013 – Life
- 2014 – Time
- 2015 – Fragments
- 2017 – AI
- 2019 – Ephemeral

### Album di remix
- 2008 – RMX
- 2009 – RMX II
- 2010 – RMX III
- 2011 – RMX IV
- 2012 – RMX V
- 2012 – RMX VI

### Raccolte
- 2013 – Mr.Kitty
- 2014 – SXSW 2014
- 2015 – Mr.Kitty
- 2016 – -+

### Singoli
- 2014 – XIII
- 2021 – The Stranglings (con Pure Obsessions & Red Nights)
- 2021 – La nuit sexuelle (con Daisy Mortem)
- 2021 – The House of the Dead (con Nada5150)
- 2023 – 6x6
- 2023 – Glycerin
- 2023 – Spin
- 2024 – Angels